# Unidad formadora de colonias

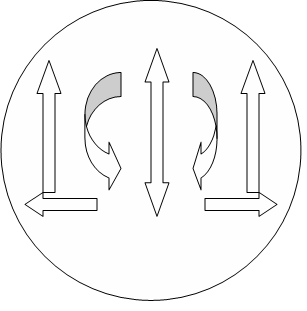
Se coloca una dilución hecha con bacterias y agua peptonada en el plato de agar (cuenta de plato agar, para muestras alimenticias, o agar de soya Trypticase (véase peptona), para muestras clínicas) y se expande en el plato, siguiendo este patrón.

En microbiología, la unidad formadora de colonias (UFC; en inglés, CFU, colony-forming unit) es una unidad de medida que se emplea para la cuantificación de microorganismos, es decir, para contabilizar el número de bacterias o células fúngicas (levaduras) viables en una muestra líquida o sólida. La viabilidad se define como la habilidad de multiplicarse por fisión binaria en condiciones controladas. Por lo tanto, en el recuento de UFC de un cultivo de microorganismos solo se consideran las células viables, mientras que en el examen microscópico se considerarán tanto células vivas como muertas. Dentro de un cultivo de células, una colonia debe presentar un crecimiento significativo, aunque en el recuento de colonias no es posible saber si una colonia surgió de una o varias células.
Las UFC son el número mínimo de células separables sobre la superficie o dentro de un medio de agar semisólido, que da lugar al desarrollo de una colonia visible del orden de decenas de millones de células descendientes. Muchas bacterias crecen en pares (diplococos), cadena (estreptococos) o racimos (estafilococos), así como células individuales. La estimación del número de microbios por UFC es inferior al número de células vivas presentes en una muestra por esta razón, porque el recuento de UFC supone que cada colonia está separada y fundada por una única célula microbiana viable.
Se coloca una dilución hecha con bacterias y agua peptonada en el plato de agar (cuenta de plato agar, para muestras alimenticias, o agar de soya Trypticase (véase peptona), para muestras clínicas), expandida en el plato, siguiendo este patrón.
Las UFC se miden en unidades de volumen (UFC/ml) o masa (UFC/g), si esta última es una muestra sólida.
En hematología, el término se emplea para referirse a un subtipo de hemocitoblasto, a saber, las células madre hematopoyéticas con la «capacidad de originar colonias monoclonales al ser trasplantadas al bazo de ratones isogénicos irradiados con dosis mortales». Entre esas células madre están las mieloides pluripotenciales y las precursoras de neutrófilos, monocitos, eosinófilos, eritrocitos y megacariocitos.

## Teoría
El propósito del recuento de las placas es estimar el número de células presentes en función de su capacidad para dar lugar a colonias en condiciones específicas de medio, temperatura y tiempo nutriente. Teóricamente, una célula viable puede dar lugar a una colonia a través de la replicación. Sin embargo, las células solitarias son la excepción en la naturaleza, y lo más probable es que el progenitor de la colonia fuera una masa de células depositadas juntas. Además, muchas bacterias crecen en cadenas (por ejemplo, estreptococo) o en grupos (por ejemplo, estafilococo). La estimación de los números microbianos por la UFC, en la mayoría de los casos, subcuenta el número de células vivas presentes en una muestra por estas razones. Esto se debe a que el conteo de la UFC supone que cada colonia está separada y fundada por una sola célula microbiana viable.
El conteo de placas es lineal para E. coli sobre el rango de 30 - 300 CFU en una placa Petri de tamaño estándar. Por lo tanto, para garantizar que una muestra produzca UFC en este rango se requiere diluir la muestra y aplicar varias diluciones. Normalmente se utilizan diluciones diez veces más diluidas, y la serie de diluciones se platea en réplicas de 2 o 3 sobre el rango de diluciones elegido. La CFU/placa se lee de una placa en el rango lineal, y luego la CFU/g (o CFU/mL) del original se deduce matemáticamente, factorizando la cantidad y su factor de dilución.
Una ventaja de este método es que las diferentes especies microbianas pueden dar lugar a colonias claramente diferentes entre sí, tanto microscópica como macroscópicamente. La morfología de la colonia puede ser de gran utilidad en la identificación del microorganismo presente.

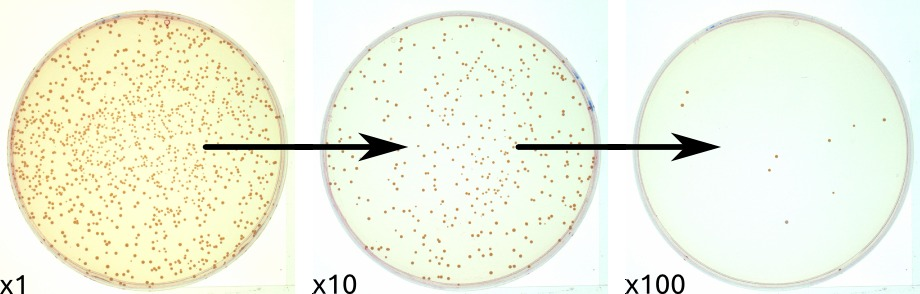
Una solución de bacterias en una concentración desconocida a menudo se diluye en serie para obtener por lo menos una placa con un número contador de bacterias. En esta figura, la placa "x10" es adecuada para contar.

Un entendimiento previo de la anatomía microscópica del organismo puede dar una mejor comprensión de cómo la UFC/mL observada se relaciona con el número de células viables por mililitro. Alternativamente, es posible disminuir el número promedio de células por UFC en algunos casos, agitando la muestra antes de llevar a cabo la dilución. Sin embargo, muchos microorganismos son delicados y sufrirían una disminución en la proporción de células que son viables cuando se colocan en un vórtice.